# Chrysogaster aliniensis
Chrysogaster aliniensis är en tvåvingeart som beskrevs av Mutin 1999. Chrysogaster aliniensis ingår i släktet ängsblomflugor, och familjen blomflugor. Inga underarter finns listade i Catalogue of Life.